# Galeazza
La galeazza è un tipo di galea esclusivamente da guerra, costruita a Venezia a partire dal XV secolo e usata principalmente nel Mar Mediterraneo a partire dal XVI secolo. Si differenziava dalla comune galea sottile per le maggiori dimensioni, il ruolo maggiore delle vele, il gran numero di artiglierie e la possibilità, esclusiva tra le galee, di effettuare il tiro laterale. Il rapporto lunghezza:larghezza era 6:1 o 5:1.
Queste navi, utilizzate per la prima volta dai Veneziani nella battaglia di Lepanto, in cui furono poste all'avanguardia ed ebbero un ruolo decisivo, rappresentarono una sorta di ibrido tra la galea e il galeone e furono considerate per diversi anni un'unità fondamentale nelle flotte più potenti.

## Storia

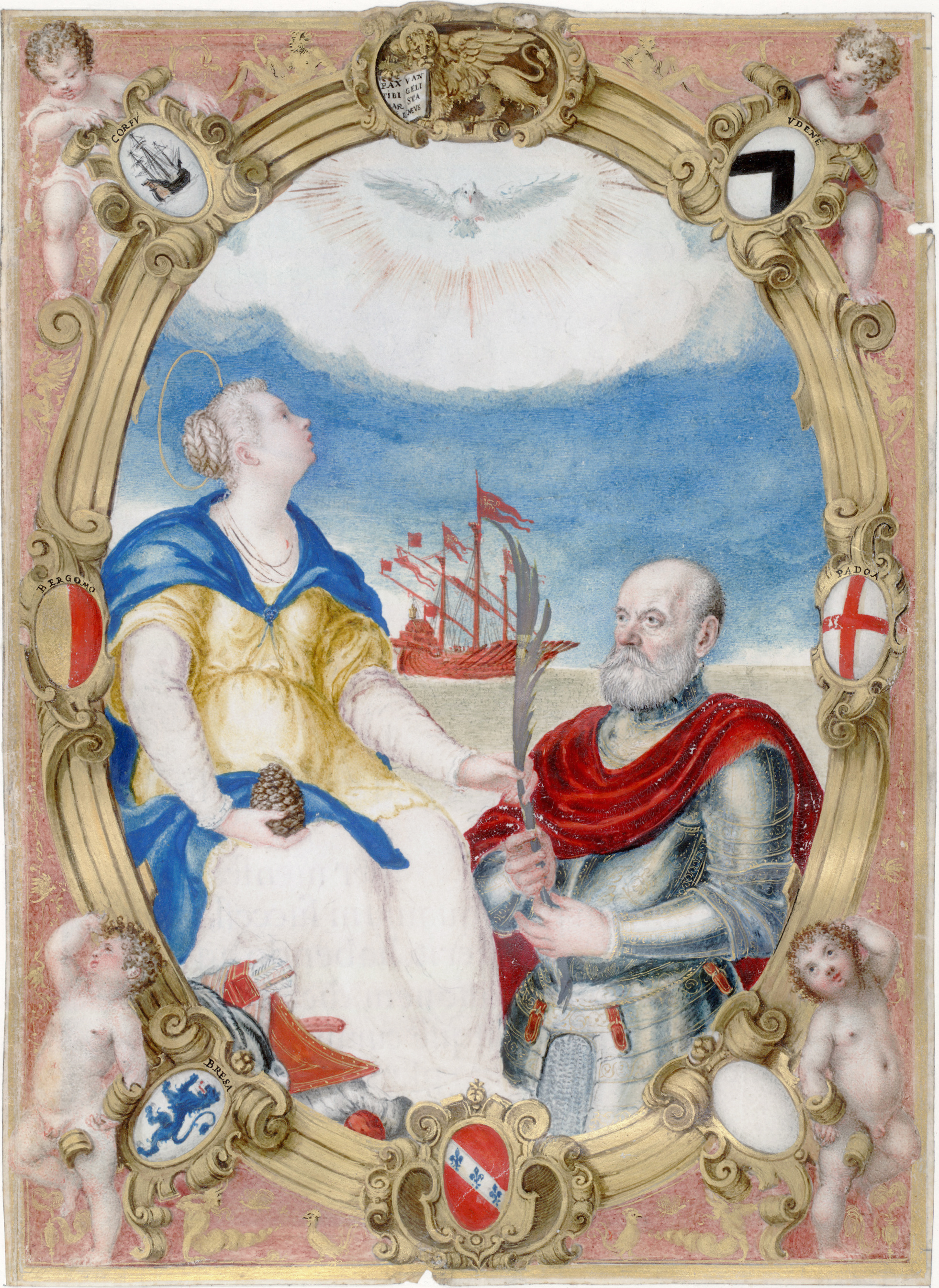
Francesco Duodo, comandante delle galeazze a Lepanto; sullo sfondo una galeazza veneziana.

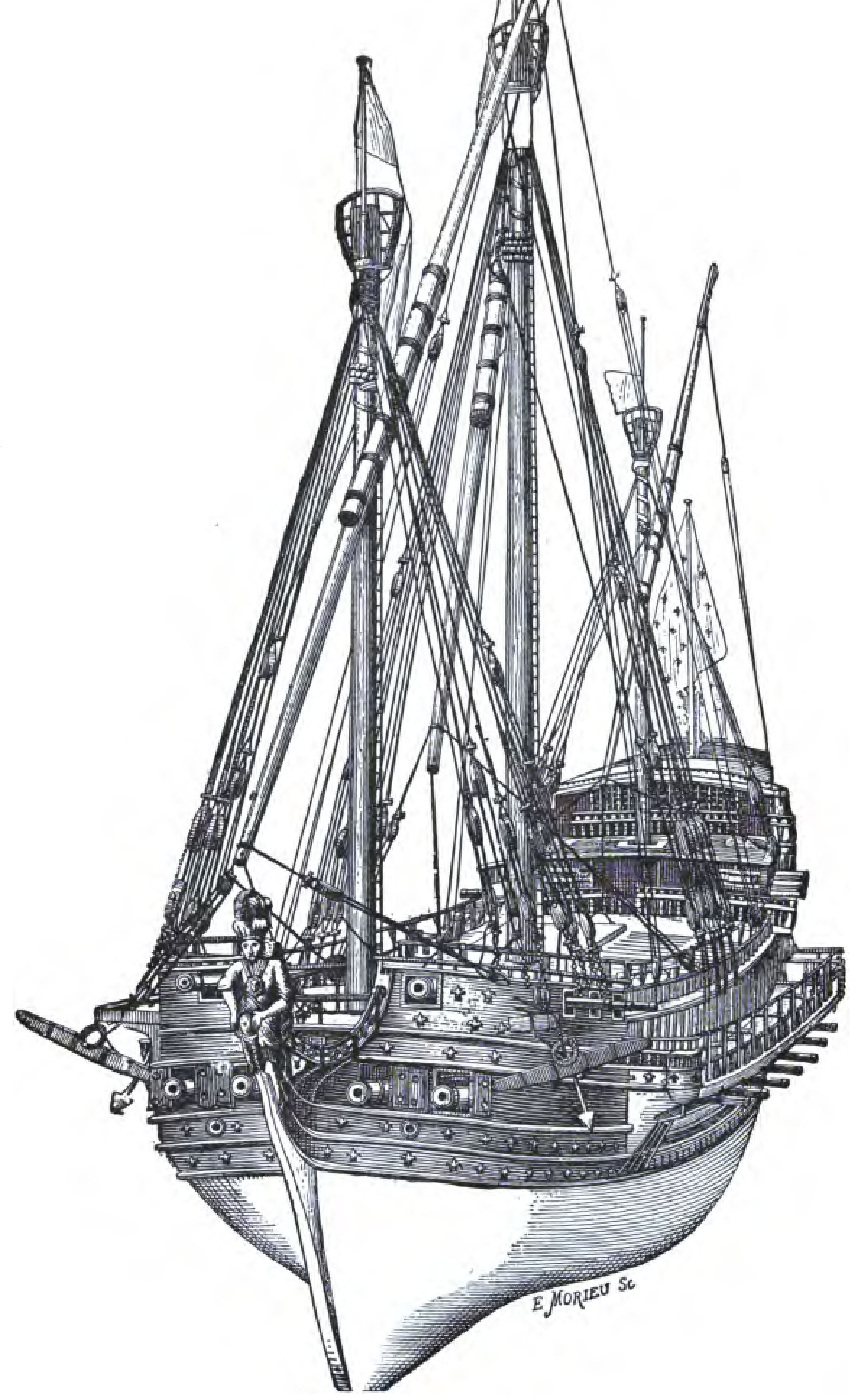
Galeazza, circa 1600 - disegno del XIX secolo.

La galeazza si sviluppò partendo dal modello della galea grossa d'uso mercantile, da tempo non più conveniente in seguito alla riduzione dei traffici mediterranei. Poiché venivano convertite per l'uso militare, le galeazze dovevano essere tendenzialmente alte e larghe (anziché leggere); montavano un elevato numero di cannoni, che venivano posizionati per la maggior parte lungo i lati (al di sopra del livello dei remi) e nei castelli di prua e poppa (sia sopra che al medesimo livello del ponte di voga).
Il modello della galeazza venne sviluppato nell'Arsenale della Repubblica di Venezia, in una data imprecisata ma certo successiva al termine della Terza guerra turco-veneziana (la pace con il sultano Solimano il Magnifico venne firmata nel 1540), durante la riorganizzazione degli ordinamenti militari marittimi per mano dell'ammiraglio Cristoforo da Canal. Le prime furono ottenute verso il 1550, trasformando delle galere grosse di mercato, per disporre di navi che potevano superare in potenza di fuoco le galee ordinarie, senza dipendere esclusivamente dalla forza del vento per il movimento e con un pescaggio limitato. Le prime galeazze, probabilmente costruite in segreto, non furono mai impiegate in guerra, perché bruciarono nel grande incendio dell'Arsenale del 1569, ma subito dopo il Capomastro Francesco Bressan con alcuni dei suoi “Proti e Marangoni” rinforzò lo scafo di alcune galee grosse giacenti inutilizzate in Arsenale, vi montò castelli di prua e poppa riducendo i remi da 50 a 48 per lato, e le coprì con un ponte di coperta. Probabilmente già in questo caso vennero apportate tutte le migliorie già adottate sulle Galee sottili (come ad esempio la remata a scaloccio), in tempi rapidi perché era imminente e prevista una guerra contro gli ottomani. Tuttavia delle 12 messe in cantiere quell'anno, solo 6 si dimostrarono capaci di prendere il mare con la flotta (forse anche perché le altre 6 erano state ricavate da scafi molto vecchi).
Le acque poco profonde, le coste frastagliate, il clima mite e i venti debolmente variabili del Mediterraneo permisero alle galee e alle galeazze di sopravvivere fino agli inizi del XVIII secolo, anche se dopo il 1620 circa (e in maniera molto più evidente dopo il 1650) la comparsa di vascelli e fregate, capaci di navigare bene in bolina e di tenere il mare per periodi molto lunghi, trasportando al contempo un armamento molto superiore, ne determinarono la brusca diminuzione di importanza. Accresciuta dal fatto che dopo il 1574 il Mediterraneo conobbe un periodo piuttosto prolungato in cui non furono combattute grandi battaglie tra flotte, ma continue operazioni di guerra e contro guerra di corsa, in cui la galera conservava ancora un ruolo importante, a differenza della galeazza, più utile in caso di grande scontro tra flotte.
Comunque questo tipo di naviglio rimase molto diffuso nella marina veneziana, anche quando altre marine lo avevano sostituito (per esempio con le fregate "remiere", cioè capaci di utilizzare i remi per muoversi e manovrare in assenza di vento), o abolito (per concentrarsi su nuove tipologie). Nonostante la loro mole, la pesantezza, la difficoltà a manovrare e l'elevatissimo numero di uomini richiesto (fino a 500), la loro aura d'invincibilità guadagnata a Lepanto portò la Serenissima a costruirne ancora per tutto il XVII secolo e al principio del XVIII, con dei miglioramenti relativi alla diversa forma della prua, più alta e simile a quella dei vascelli, e della poppa, che dalla forma tonda passò al dritto, e nelle ultime galeazze "riformate" addirittura a uno specchio di poppa.

### Operazioni di rilievo
Vennero costruite relativamente poche galeazze ma ebbero comunque molta importanza. 
- La prima apparizione delle galeazze fu nella Battaglia di Lepanto (7 ottobre 1571), durante la quale vennero schierate sei galeazze veneziane, come avanguardia in ognuno dei tre settori dello schieramento cristiano, al comando del provveditore Francesco Duodo.[5] La loro potenza di fuoco e l'essere alte di bordo furono determinanti per la vittoria della flotta cristiana: l'ammiraglio turco Müezzinzade Alì Pascià, - che le aveva definite dei veri e propri castelli in mare da non essere da umana forza vinti[6], non ne tentò l'abbordaggio, ma decise infine di superarle e di scagliare tutta la sua flotta in uno scontro frontale, mirando soprattutto all'abbordaggio della nave di Don Giovanni d'Austria, comandante della flotta cristiana, per ucciderlo e demoralizzare così i nemici. L'esito dello scontro tra le due navi ammiraglie arrise però all'Asburgo, e fu proprio la conseguente uccisione di Alì Pascià che demoralizzò i turchi favorendo la vittoria ai cristiani[7].
- Quattro galeazze, parte dello squadrone proveniente dal Regno di Napoli sotto il controllo spagnolo, accompagnarono l'Invincibile Armata di Filippo II di Spagna nella Battaglia di Gravelinga (1588) (Girona, Napolitana, Zúñiga e l'ammiraglia San Lorenzo - navi probabilmente costruite in Sicilia). Furono schierate nella prima linea del blocco combattente[8] e durante le operazioni nella Manica furono impiegate come squadra di soccorso in supporto ai legni iberici in difficoltà o per arginare gli attacchi della Royal Navy[9]. Sfortunatamente, quando la San Lorenzo si arenò a Calais e il comandante dello squadrone Don Hugo de Moncada morì nello scontro con il nemico, le galeazze persero il loro leader e solo due sopravvissero alla spedizione britannica[10].
- Le galeazze vennero apprezzate dal grande ammiraglio veneziano Francesco Morosini e impiegate durante la Guerra di Morea (1684-1699): una di queste imbarcazioni fu scelta come ammiraglia della flotta dal Morosini.

## Caratteristiche
La galeazza, normalmente, era dotata di 3 alberi a vele quadre e latine o, specie sulle più vecchie, latine (le più grandi avevano 4 alberi), castello di prua, castello di poppa (questo modello era già stato sviluppato nella caracca e successivamente lo sarà nel galeone del Mediterraneo) e due ponti. Poteva portare dai 32 ai 46 banchi di rematori (remi a scalaccio dopo il 1570, pare che la remata fosse rimasta su alcune ancora a terzarolo o addirittura con sistema misto fino a Lepanto o poco prima) e montare, in genere, 36 grossi cannoni, più altri di minor dimensione.